# Ken Anderson (Autor)
Kenneth „Ken“ Bliss Anderson (* 17. März 1909; † 13. Dezember 1993 in La Cañada Flintridge, Kalifornien) war ein US-amerikanischer Drehbuchautor und Animator.

## Wirken
Seine erste Filmarbeit machte er im Kurzfilm Der Raub der Frühlingsgöttin als Layout Artist im Jahr 1934. Später arbeitete er für die Walt Disney Company als Drehbuchautor und vor allem im Bereich der Story. Dort wirkte er an großen Kassenerfolgen wie Das Dschungelbuch (1967), Aristocats (1970), Robin Hood (1973) und dem ersten abendfüllenden Disney-Film Schneewittchen und die sieben Zwerge (1937) mit.
1982 wurde er mit dem Winsor McCay Award der Annie Awards ausgezeichnet.
Anderson war verheiratet und Vater dreier Töchter.

## Filmografie (Auswahl)
als Drehbuchautor
- 1948: Ein Champion zum Verlieben (So Dear to My Heart)
- 1950: Cinderella
- 1966: Winnie Puuh und der Honigbaum (Winnie the Pooh and the Honey Tree, Kurzfilm)
- 1967: Das Dschungelbuch (The Jungle Book)
- 1970: Aristocats (The AristoCats)
- 1973: Robin Hood
- 1977: Die Abenteuer von Winnie Puuh (The Many Adventures of Winnie the Pooh)
- 1977: Bernard und Bianca – Die Mäusepolizei (The Rescuers)

als Animator
- 1934: Der Raub der Frühlingsgöttin (The Goddess of Spring)
- 1951: Alice im Wunderland (Alice in Wonderland)
- 1953: Peter Pan
- 1955: Susi und Strolch (Lady and the Tramp)
- 1977: Elliot, das Schmunzelmonster (Pete's Dragon)